# Sojuz 7K-L1
La Sojuz 7K-L1 "Zond" era un veicolo spaziale del programma spaziale sovietico che fu progettato con lo scopo di portare due cosmonauti a compiere un sorvolo ravvicinato della Luna senza entrare nella sua orbita, e ritornare a Terra.
Derivata dalla Sojuz 7K-OK, la 7K-L1 era dotata di un modulo di servizio e un modulo di rientro, mentre il modulo orbitale era stato sostituito da una antenna parabolica ad alto guadagno. A differenza della sua predecessora 7K-OK, la 7K-L1 veniva lanciata da un razzo della serie Proton, l'apposito Proton 7K-L1, e il quarto stadio del Proton, il Blok D, veniva usato per la Trans Lunar Injection per immettere la 7K-L1 nell'orbita verso la Luna, e veniva separato finita la manovra.
In origine, il progetto prevedeva il lancio della 7K-L1 su un lanciatore UR-500, un Missile balistico intercontinentale che fu ridisegnato e diventò così il razzo Proton, un progetto di Vladimir Chelomei che era stato approvato nell'agosto del 1964 da Nikita Khrushchev, ma nell'ottobre dello stesso anno, Khrushchev venne fatto dimettere, e Korolev, il capo progettista del programma spaziale sovietico, decise di non usare il Proton per le missioni della 7K-L1. Dopo la sua morte nel gennaio del 1966, il suo successore Vasily Mishin ripristinò il Proton come lanciatore ufficiale per la missione.
Il complesso 7K-L1 venne quindi approvato ed era composto da un lanciatore Proton 7K-L1, il veicolo spaziale 7K-L1 e il SAS. L'approvazione di tutte le componenti arrivò il 1º aprile 1966 e la prima consegna di tutte fu fatta il 15 settembre dello stesso anno. Il montaggio della prima 7K-L1 sul primo Proton iniziarono il 21 novembre 1966 e terminarono il 28 febbraio 1967 a causa delle vacanze di fine anno.
I veicoli della serie 7K-L1 però, soffrirono di molti malfunzionamenti, difatti dei 15 esemplari costruiti, 14 furono lanciati, e di questi, 4 esplosero durante il lancio a causa del razzo, e delle cinque Zond lanciate per testare i sistemi e compiere voli senza equipaggio fino alla Luna, solo una ha compiuto la propria missione senza guasti.
Dopo solo 3 successi in 14 missioni, e la cancellazione delle ultime due missioni previste, il programma 7K-L1 venne ufficialmente cancellato alla fine del 1970, senza essere riuscito a compiere il suo obiettivo primario di portare un cosmonauta ad eseguire un flyby della Luna.

## Missioni pianificate
Tra settembre del 1966 e settembre del 1967, furono costruite in totale 15 Sojuz modello 7K-L1.
Nel 1967, furono stabiliti gli obiettivi del programma, e furono suddivisi in più missioni:
- 2P   - Lo sviluppo dello stadio superiore Blok D - Febbraio 1967
- 3P   - Lo sviluppo dello stadio superiore Blok D - Marzo 1967
- 4L   - Flyby lunare senza equipaggio   - Maggio 1967
- 5L   - Flyby lunare senza equipaggio   - Giugno 1967
- 6L   - Flyby lunare con equipaggio - Giugno o luglio 1967
- 7L & 8L  - Flyby lunari con equipaggio - Agosto 1967
- 9L & 10L  - Flyby lunari con equipaggio - Settembre 1967
- 11L & 12L - Flyby lunari con equipaggio - Ottobre 1967
- 13L  - Veicolo di riserva

Nel luglio del 1968 fu proposto di lanciare una 7K-L1 ogni mese, e che la prima missione con equipaggio sarebbe stata nel dicembre del 1968 o nel gennaio 1969 dopo 3-4 voli senza equipaggio eseguiti con successo. Nel dicembre del 1968 furono decise le date di tre missioni con equipaggio, una a marzo del 1969, una a maggio e una a luglio. Nel settembre del 1969 alla fine venne stabilita come ultima data per una missione con equipaggio l'aprile del 1970.

## Missioni
| Missione   | Numero di serie | Modello      | Data del lancio   | Data del rientro  | Esito      |
| ---------- | --- | ------------ | ----------------- | ----------------- | ---------- |
| Cosmos 146 | 1 | Sojuz 7K-L1  | 10 marzo 1967     | 18 marzo 1967     | Riuscito   |
| Cosmos 146 | Prototipo senza scudo termico, concepito per testare il lancio senza recupero. |              |                   |                   |            |
| Cosmos 154 | 3 | Sojuz 7K-L1  | 8 aprile 1967     | 10 aprile 1967    | Fallito    |
| Cosmos 154 | Primo volo di test della Sojuz 7K-L1, che raggiunse l'orbita, ma il quarto stadio, il Blok D, non si accese per l'inserzione in orbita trans-lunare e la 7K-L1 bruciò in atmosfera due giorni dopo.                                                                                                 |              |                   |                   |            |
| Zond 1967A | 4 | Sojuz 7K-L1  | 27 settembre 1967 |                   | Fallito    |
| Zond 1967A | Primo tentativo di volo circumlunare, fallito a causa dell'esplosione del lanciatore Proton. Sojuz recuperata. |              |                   |                   |            |
| Zond 1967B | 5 | Sojuz 7K-L1  | 22 novembre 1967  |                   | Fallito    |
| Zond 1967B | Secondo tentativo di volo circumlunare, fallito a causa della mancata accensione del motore 4 del secondo stadio, con conseguente spegnimento di sicurezza di tutti gli altri motori e lancio del SAS. Sojuz recuperata.                                                                            |              |                   |                   |            |
| Zond 4     | 6 | Sojuz 7K-L1  | 2 marzo 1968      | 7 marzo 1968      | Parziale   |
| Zond 4     | Immessa correttamente in un'orbita 191x330000, lontano dalla Luna, ma il sistema di rientro fallì, e prevedendo un atterraggio in un territorio non dell'Unione Sovietica, venne fatta autodistruggere sopra il Golfo di Guinea.                                                                    |              |                   |                   |            |
| Zond 1968A | 7 | Sojuz 7K-L1  | 22 aprile 1968    |                   | Fallito    |
| Zond 1968A | Nuovo tentativo di messa in orbita per la Sojuz 7K-L1, ma un cortocircuito al sistema di detezione dei malfunzionamenti azionò il lancio del SAS che riportò a terra la sonda. |              |                   |                   |            |
| Zond 1968B | 8 | Sojuz 7K-L1  | 21 luglio 1968    |                   | Fallito    |
| Zond 1968B | Il Blok D esplode sulla piattaforma di lancio, ma Proton e Sojuz restano in qualche modo intatti. |              |                   |                   |            |
| Zond 5     | 9 | Sojuz 7K-L1  | 14 settembre 1968 | 22 settembre 1968 | Riuscito   |
| Zond 5     | Prima Sojuz 7K-L1 ad avere essere viventi a bordo, e prima Sojuz 7K-L1 ad aver scattato foto della Luna, al Perilunio alla distanza di 1950 km, e foto della Terra a 90000 km di distanza. |              |                   |                   |            |
| Zond 6     | 12 | Sojuz 7K-L1  | 10 novembre 1968  | 17 novembre 1968  | Parziale   |
| Zond 6     | Missione che segue le orme della precedente, ma prima del rientro, una guarnizione difettosa causa la depressurizzazione dell'abitacolo, uccidendo il carico biologico, e per un malfunzionamento del paracadute principale, si schianta a terra distruggendo gran parte del materiale scientifico. |              |                   |                   |            |
| Zond 1969A | 13 | Sojuz 7K-L1  | 20 gennaio 1969   |                   | Fallito    |
| Zond 1969A | Un motore del secondo stadio di spense dopo 501 secondi di volo, e il SAS venne lanciato. La Sojuz fu recuperata in una valle in Mongolia. |              |                   |                   |            |
| Zond-M 1   | 10 | Sojuz 7K-L1S |                   |                   | Cancellata |
| Zond-M 1   | Inizialmente programmata come la prima missione con equipaggio, venne cancellata nel marzo del 1969 a seguito dei numerosi insuccessi del veicolo. |              |                   |                   |            |
| Zond-M 2   | 10 | Sojuz 7K-L1S |                   |                   | Cancellata |
| Zond-M 2   | Inizialmente programmata come la seconda missione con equipaggio, venne cancellata nel maggio del 1969 a seguito dei numerosi insuccessi del veicolo. |              |                   |                   |            |
| Zond-M 3   | 10 | Sojuz 7K-L1S |                   |                   | Cancellata |
| Zond-M 3   | Inizialmente programmata come la terza missione con equipaggio, venne cancellata nel luglio del 1969 a seguito dei numerosi insuccessi del veicolo. |              |                   |                   |            |
| Zond 7     | 11 | Sojuz 7K-L1  | 7 agosto 1969     | 14 agosto 1969    | Riuscito   |
| Zond 7     | Il primo e unico volo ad aver compiuto l'intera missione senza guasti. |              |                   |                   |            |
| Zond 8     | 14 | Sojuz 7K-L1  | 20 ottobre 1970   | 27 ottobre 1970   | Riuscito   |
| Zond 8     | Missione completata con successo, ma dopo questa fu deciso di non far più volare altri esemplari di Sojuz 7K-L1. |              |                   |                   |            |
| Zond 9     | 10 | Sojuz 7K-L1  |                   |                   | Cancellata |
| Zond 9     | Doveva essere una missione con equipaggio, ma fu cancellata dopo la missione Zond 8 |              |                   |                   |            |
| Zond 10    | 15 | Sojuz 7K-L1  |                   |                   | Cancellata |
| Zond 10    | Doveva essere una missione con equipaggio, ma fu cancellata dopo la missione Zond 8 |              |                   |                   |            |